# Ото VI фон Андекс
Ото VI фон Андекс (на немски: Otto VI von Andechs; * пр. 1132; † 2 май 1196, Бамберг) от Андекската династия, е епископ на Бриксен (1165 – 1170) и от 1177 до 1196 г. като Ото II епископ на Бамберг.

## Живот
Той е третият син на граф Бертхолд II фон Андекс († 1151) и първата му съпруга София фон Истрия († 1132), дъщеря на маркграф Попо II от Истрия.
През 1165 г. той е избран за епископ на Бриксен, но по неизвестни причини не е помазан и напуска през 1170 г. През август 1177 г. той е избран за епископ на Бамберг след починалия епископ Херман II. През 1185 г. катедралата на Бамберг изгаря за втори път.